# 桜姫華伝
『桜姫華伝』（さくらひめかでん）は、種村有菜による日本の少女漫画作品。『りぼん』（集英社）にて2009年1月号から2013年1月号まで連載。単行本は全12巻。

## 概要
平安時代を舞台にしたファンタジー作品である。
連載開始と同時に『りぼん』本誌で「桜姫華伝サポーター」を3,000人募集している。単行本は集英社のりぼんマスコットコミックスより刊行され、2013年1月に12巻で完結。なお、9巻と10巻は、『満月をさがして』文庫版や雑誌『Cobalt』で連載中のエッセイコミック『有菜の種』、『風男塾物語』といった作品の刊行と連携した、2ヶ月連続刊行と種村のデビュー15周年記念フェアも行われた。

## ストーリー
「満月の夜だけは空を見てはいけないよ　自分が自分で在り続けたいのなら」
時は平安時代、和泉の国。両親と兄に先立たれた少女・桜は、生まれながらの許婚・王良親王の援助を受け、女房の淡海や友人の朝霧たちと人里離れた山荘でひっそりと暮らしていた。ある日、王良親王の使者を名乗る男・青葉が山荘を訪れる。親王は桜を都に呼び、妃に迎えたいというのだが、好きな人は自分で決めたいと主張する桜は、14歳になっても未だに嫁ぐ事を拒んでいた。
桜は結婚を嫌がり家出を決行するが、山中で道に迷い、弾みで巫女の白夜と交わした「満月を決して見ない」という約束を破ってしまう。その時現れたのは、人を喰らう不老不死の妖怪・妖古。
妖古は桜を「かぐや姫」と呼んで襲い掛かったが、桜は間一髪で救い出され、自らの生い立ちを明かされる。桜は月の国の秘剣・血桜を手に妖古を退治した、かぐや姫の血を引く月の姫だったのである。

## 登場人物
※キャストはVOMICでの配役。

### 主人公とその周辺の人物
桜（さくら）
声 - 榎本温子
本作の主人公。14歳。命字は「滅」。和泉の国にある、王良親王の別邸で女房達と暮らす少女。髪は明るい茶色。「会ったこともない人の妻になるのはイヤ」と、当初は青葉のことを拒絶していたが、後に好きになった。
心優しい性格と一度決めたらなかなか譲らない強い意志を持ち、自分の主張を通すためには木も登る。そのため、周囲の人間が自分の持つ運命に巻き込まれて命を落とすことに苦しむ。一日五食食べないと体がもたない（この時代は一日二食が普通）。きつい香りが苦手で、貴族の女性のたしなみである衣に香を焚き染めることも、室内に香炉を置くこともしない。
両親は幼い頃亡くなっており、たった一人の兄も都に上った際に流行病で亡くなったと聞かされていた。後に槐と兄・戒が同一人物だったことを知る。
実は、月から来たかぐや姫の孫で、月の血故に不老不死であり、秘剣「血桜」を使い妖古を倒すことができる。母親は妖古に取り憑かれたため帝に殺されたとされていた。しかし青葉によると、実際には母親は妖古になって「血桜」に貫かれて亡くなったらしい。かぐや姫の孫であることから、満月を通して妖古に居場所が知られてしまうため、長い間満月を見ることを禁じられていた。
「血桜」を使う時は、普段の単衣姿から月の国特有の衣装に変身し、引きずるほど長い薄茶の髪も腰までの長さの銀髪になる。変身しなくても「血桜」を出すことはできる。
青葉の屋敷で暮らすようになってから、帝のもとに参内した際に、罠にかけられて水牢に入れられ、月の血によって発狂しそうになる。しかし女房の姿で潜入していた槐に救われ、お守りとして持っていた青葉の御紙を、自分の御紙と共に奪われてしまった。その後、屋敷に攻め入ってきた、朱里の毒によって正気を失った槐によって桜の御紙が焼かれ、一時は死を覚悟するが、運命に打ち勝つため、自ら焼け落ちかけたそれを破る。
そして、槐が解放し不完全な形で復活してしまったかぐや姫と戦い、白夜の術によって血桜から呼び出された淡海・右京・朝霧・瑠璃条たちの力も借りてかぐや姫を倒すと、白夜とともに月泉水の湧き出る不死山へ向かい、それを血桜で封じて果てた。
しかし3年後、血桜に取り込まれた朝霧たちの力で普通の人間として蘇生し、青葉に約束したとおり、和泉の屋敷の桜の木の下で再会する。その際、竹取物語でかぐや姫がおじいさんに発見された時のように桜の木が光を放ったため、青葉が履いていた刀で斬ったところ、切った場所から幹がはがれ、桜の袿をまとい黒髪となった桜が出てきた。
青葉（あおば） / 王良親王（おうらしんのう）
声 - 岸尾だいすけ
17歳。自称「口が悪くて雷使いの色男」。命字は「生」。
桜の婚約者・王良親王の使いと名乗って現れたが、後に親王本人である事が判明する（「青葉」という名前は彼の幼名）。札を矢に変えて放ったり、白夜に習った「雷呼」という術で雷を落としたりすることができる。
幼い頃から桜と戒を遠くから見るため、何度か和泉に来ていた。白夜との約束で、桜の心を守る者の1人になることを決意したが、未来の帝として育ったため愛国心が強く、当初は月の住人である桜が妖古となって国を滅ぼすのではないかと考え命を狙っていた。しかし、彼女の優しさに触れるうちに想いを寄せる。
先帝が妖古に殺された際、混乱に乗じて前の東宮であった兄を暗殺され、自身も狼の血を混ぜた毒を盛られて生死の境をさまよった。そのため朝霧と同じく血の呪いを受けており、白い狼になることが出来る上、嗅覚が鋭くなっている。度々我を忘れて狼の姿で暴走しており、ほぼ全身がアザに侵されているためその余命は幾ばくかしかないと思われる。なお、彼が東宮に立てなかったのは、毒殺未遂の際の物忌で後見者の権力が弱まったことに起因する。
琥珀・疾風（後述）は、彼が静養のために訪れることがあった忍の里での幼馴染で友人。度々琥珀たちの修行にも交じっていた。
帝に、40代の大納言に桜を渡すか、右大臣家の百合姫を側室として娶るかの二択を迫られ、桜を手放す選択が出来ず、百合姫を娶ることが決まった。しかし、東宮・藤紫が百合姫に求婚したことで難を逃れる。
なお、彼を苦しめていた呪いは、かぐや姫との決戦の直前に、朝霧と約束した槐に斬られて一度命を落としたことで解けた。
朝霧（あさぎり）
声 - 仙台エリ
桜の友人（本人としては桜に仕えているつもりらしい）。桜の手に乗るくらいの大きさで、肩先程度の長さの髪に鈴を2つ飾っている（白夜がくれたお守りらしい）。命字は「優」。
桜が幼少の頃、通りかかった人買いから自分の袿と引き替えに譲り受けた女の子で、優しい性格。しかしその反面、恋人・右京との戦いで狂気的な一面も見せる。淡海からは「物の怪」と呼ばれ嫌われていた。
その正体は一寸子の血を飲んだ雪女。雪女の村である「雪夜村」の出身だが、村が代々祀ってきた神が妖しであり、村の周囲をうろつく、餓鬼婆（がきばあ）と呼ばれる、眼の見えない老婆が神への生贄にされた雪女だと知ってしまったため、力が暴走してしまい、妖しを倒すも、村が壊滅した。御神木から脱出する際に、供物の中にあった一寸子の血を飲んで小さくなり、災害をやり過ごす。この際に血の呪いを受けた。
村の壊滅後は、小さな姿のまま見せ物として人買いに利用されており、人間のことが信じられなかったが、桜と出会ってからは彼女に心を開くようになった。彼女が自分を解放する際に人買いに売った袿を何とか取り戻すことが夢で、姫様第一主義。
普段は小さな姿で生活していて、本来の、人間と同じくらいの背格好になることもできる（その際は髪が伸び、鈴も相応の大きさへ変化する）が、その際に雪女の力を使うと、一寸子の血の呪いによって背中に受けたあざが広がり、命が削られてしまうらしい。このことは白夜に口止めされているため、桜の目の前で元の姿に戻ることはなかったが（桜が崖から水中に落ちた際、彼女を助けるべく元の姿に戻っているが、桜は意識が朦朧としていたため気づいていない。）、修羅幽玄殿における右京との戦いで、桜の目の前で元の姿に戻り、力を使っている。意識を封じられた桜に右京を斬られてから一時的に上手く会話できなくなった。
その後、槐にさらわれ、雪夜村の神であったかぐや姫の髪と目を蘇生させるため、その生気を奪われ、呪いを進行させると同時に視力を失った。瑠璃条と入れ替わってやってきた桜に見つかって助け出されるが、脱出中に現れた槐によって呼び出された妖古と桜が戦闘に突入。その隙に多量の月泉水を飲まされて妖古化したところを戦闘中の桜によって血桜で斬られ、桜の花びらと化す。その際、死と同時に解ける血の呪いが解けて雪女の姿に変化。視力が戻り、血の呪いの解き方に気づくも、疾風とともにその場に追いついてきた青葉に伝えることは出来ず、桜に「生きて」と願いを託した。
その後、かぐや姫との最終決戦の際に白夜によって召喚され、血桜に蓄えられた力を解放する。そして月泉水を封じた後の血桜の中で桜と再会し、桜に生きている意味が分かったかと問う。その答えを聞いた朝霧は、「ずっと傍にいて守っているから」と、自分にとって「命よりも大切なもの」のひとつである桜を、血桜に宿る仲間達の最後の力で現世へ送り返した。
白夜（びゃくや）
声 - 京田尚子
老齢の巫女。普段は各地の妖古を封印して回っている。命字は不明。桜の相談相手でもあり、彼女の出自などを当人よりも知っている。朝霧に桜の出自を話し、「姫のそばにいて欲しい」と頼んだ。桜の許嫁として王良親王を選んだ張本人でもある。見た目の美しさにこだわり見た目の醜さを否定する舞々をよく思っておらず、彼に容赦のない攻撃を仕掛けた。
ある術を使うことで、巫女装束をまとった美女に変身することが出来、舞々との戦闘の際は、現在桜しか扱えないはずの血桜を呼び出してみせるなど、謎の多い人物。
その正体は桜やかぐや姫よりも古い時代の月の主であり、月の宮の創始者である。老齢の巫女の姿を取っていたのは正体を隠すためであり、血桜は彼女の肉で、月泉水は彼女の涙で作られた物だった。
月泉水と血桜を封印し、長く生き過ぎて妖古となった月の者を滅ぼすため下界に降り、月の者と人間、両方の血を引く桜に血桜を託して、剣の力が満ちるのを待っていたのだという。最後は不死山の月泉水が血桜に封じられたことで桜と共に桜の花びらとなり、血桜の中に魂を宿す。月泉水封印の際、自らを滅ぼしてまで役目を果たした桜を「最後にして最上の月の姫」と評した。
淡海（おうみ）
声 - 矢澤喜代美
和泉からついてきた、桜のお付きの女房。命字は「信」。
もともとは下級貴族の娘だったが、家族と屋敷を失ってから、遠縁である中納言に引き取られ、青葉の紹介で桜の下へ来た。両親を妖古に殺された過去から物の怪を激しく嫌っている（桜と仲の良い朝霧でさえ「物の怪」と呼び嫌悪感を示す）。そのため、青葉との結婚の夜に桜の命字を記した御紙を青葉に持って行くという、桜への裏切りとも思える行動を起こした。
桜の正体を知った時、彼女に「化け物」と言ってしまい、それ以来口を利かなくなる。その後、毒蛇を青葉にけしかけたのが中納言だと知ってしまったため、槐によって妙なモノを飲まされて「死にたくなければ桜を連れて来い」と脅されるが、桜を槐の下へ連れて行くことはなく、彼女に自分の過去を明かし、彼女と和解する。そして中納言のことを桜に伝えた直後、槐が飲ませたモノによって妖古化し、現れた槐に崖の下へ落とされた挙句、白夜たちによって火を放たれる。その後も燃え盛る炎の中でかろうじて生きていたが、最後は桜によって斬られることとなった。
その後、桜の意識が血桜の中に落とされた際、光の球として現れ、桜が落とされた精神世界の「もう1人の主」についての情報と槐の目的を伝え、瑠璃条の妨害が原因で不安になる桜を勇気づけたりして、血桜の中から脱出する手助けをした（最後は生前の姿を桜に見せている）。
琥珀（こはく）
忍の里八代目頭領の娘。語尾に「ござる」がつき、特徴的な笑いかたをする。青葉の事を兄の様に慕っている。疾風に思いを寄せるが、彼を蛙の姿にしてしまったことを悔いており、元の姿に戻れるまで思いを告げることはなかった。
9人兄弟の末っ子だが、兄姉を皆流行病や任務で亡くしたため次期頭領と目されている（最終話で正式に次期頭領に選ばれる）。忍者としては優秀らしいが、大事なところでしばしばドジを踏む。
当初は幼馴染ともいえる青葉に仕えており、青葉が桜の命を狙っている事を知っていたが、怪我を負った桜と出会い彼女の優しさに心を打たれて以来、青葉を一時裏切ってでも桜の身を護る事を誓った（後に、青葉も桜を守る道を選んだため、結果的に裏切りにはならなかった）。
疾風、朱里、青葉と、幼馴染が男の子ばかりだったため、桜は初めてできた同性の友人である。
疾風（はやて）
琥珀の幼なじみの忍者。琥珀よりは2歳年上。蛙ではなかったら次期頭領らしい。青葉とは乳兄弟。
幼い頃琥珀に掛けられた術により蛙の姿をしているが、満月の夜にだけ（そこから次の日の夜まで）人間に戻る事が出来る。琥珀は、彼が蛙の姿を嫌っていて、仲の良い青葉とも再会を躊躇していると思っていた。だが、疾風自身は蛙の姿も気に入っている。
水浴びをしに行った川で瑠璃条と再会し、自分に似た部分を持つ彼女に惹かれるようになる。その後、瑠璃条の手助けにより蛙の術が解け、それを知った琥珀に愛の告白を受けるが、瑠璃条に心うつりしたためその告白を断った。
桜が不死山へ去った後、改めて琥珀に告白するが、「ふざけるな」と突っぱねられたため修行の旅に出てしまう。が、桜の蘇生直後に朱里とともに帰って来た。
藤紫（ふじむらさき）
東宮（後に即位）。命字は「欲」。このため誕生時から「欲深い人間に育つ」と誤解され、見捨てられてしまったが、東宮だった青葉の兄が暗殺され、他の親王たちも暗殺されるか権力争いに負けてしまったため東宮位を押し付けられた。邸宅は九条院。
青葉の叔父だが彼とは仲が悪い（とはいえ、桜が帝に謀られた際など、行動を共にすることもある）。当初は軽薄でいい加減なところが目立つが、桜の命を狙っていた青葉の本心を見抜く、桜の兄・戒の幽閉場所を突き止めるなど洞察力は鋭い。忍や陰陽師、検非違使たちを使って修羅幽玄殿を見つけ出し、爆破するなどの采配能力にも長ける。
親族から見捨てられ、その上体が弱かったこともあってか、野心もなく、何に対しても魅力を感じない性格だが、初めて「欲しい」と思ったのが桜。しかし桜に拒絶され、青葉と桜の想いが重なっていることを確認すると、百合姫に求婚の文を送った。
帝が槐によって殺されたため、後日即位した。朱里が流す槐一派の動向に関する情報を受け取る立場となったため、組織を分裂させ内部から崩壊させるよう、他の忍を介して朱里に命じている。
全てが終わった後はりりとでんの姉弟を自分の指導下の元に更生させることになった。
百合（ゆり） / りり
右大臣家の姫。裏表のある性格。腹黒い策士で、青葉を我が物にしようと策を練る。父親である右大臣は、青葉と桜の関係をよく思っていない人物の筆頭。命字は「美」。
「美しいもの」を追求し、女房たちの手抜きも許さない。貴族の姫としての常識を知らない桜を侮蔑の眼差しで見ているが、表向きは友人関係。また偶然出会った舞々とは美を追求する者同士、通じ合っている。
実は右大臣家の正妻が産んだ百合は病弱だったため幼くして他界しており、浮気性で愛人が多く滅多に屋敷に戻ってこない右大臣にそれを知られぬため、女房の茜が正妻の命を受けて人買いから買ってきた「りり」という名の里娘だった。それを知るのは今は亡き正妻と茜のみであり、入内が近づいてからその秘密を桜に明かし、舞々との密会に協力してもらう。なお、茜はある理由から後に屋敷を追い出されている。
5歳のときに、3歳で他界した百合の代わりに右大臣家に入ったので、「百合」としては14歳だが、実年齢は16歳。弟と仲良く暮らしていた頃から、火傷痕のせいで疎まれている弟を守れるよう下級貴族と結婚するか、その女房になるのが夢だった。
同じ命字を持っていたことで、舞々が実の弟である事を知り、舞々が激情に任せて屋敷を去った後桜から事情を聞く。そして入内を翌日に控えた晩に、髪を切り、桜に身代わりを頼んで屋敷を飛び出し、琥珀から頭領を介して情報を得た朱里に見送られて、弟と共に都から旅立つ。しかし、桜の危機に弟とともに駆けつけ、その後、藤紫と「りり」として友人関係になった。そのあと、弟同様藤紫のもとで今までの罪を償うようになった。

### 月の国の人物
槐（えんじゅ）/戒（かい）
桜を狙う銀髪の男。実は桜の兄・戒。前者は偽名で後者は本名。人間であった頃は、帝曰く美しい顔立ちをしており、たった一人の妹である桜をとても大切に思っていた。
桜を狙う目的は本人曰く「彼女を月へ返すため」で、そのためならば手段を選ばない冷酷な性格の持ち主。その一方で桜をとても大切にしていて、桜を傷つける者は誰であろうと許さない。中納言と手を組み青葉を殺そうとした時も、中納言が放った蛇が桜に噛みついてしまったのを見て激昂、御紙を燃やして仲間であったはずの中納言を殺した。
淡海が「蛇を放ったのは中納言だった」と知ったため、妙なものを飲ませて｢このことを誰かに言ったら今飲んだものが破裂する｣と脅し、桜を連れて来させようとしたが失敗、桜の目の前で淡海を妖古に変えた上で重傷を負わせ、桜の怒りを買った。
本来は桜の幸せを望む優しい性格の持ち主だったが、「姫を天涯孤独の身にする」という帝の命で水中に幽閉され、永遠にも思える苦しみと絶望を味わう中で、人間を憎むようになった（桜は「帝の命で都へと上った時、流行り病を患い亡くなった」と聞かされた）。以来、性格が変わり、槐と名乗っている。
竜を象った水の塊を使い攻撃する「水竜」という術を持つ。また、禁術を用い、瑠璃条の身体を作った。桜に似せた身体を作った瑠璃条には特別な想いを持っていたが、それが彼女に通じることは最後までなかった。
桜と同様に人間の血を引いているが、月泉水を飲んで刻石を得ることで、自分の中の人間の部分まで否定した。銀髪なのは、月の者としての力を解放した状態にあるためで、この状態を維持するべく月泉水を飲んだと白夜は推測している。
また、様々な場所に埋められているかぐや姫の体のかけら（爪や髪など）を集めて月泉水で蘇生させ、血桜の本来の持ち主である彼女を使って、人間を完全に滅ぼす策を練っている。
しかし、元々自分達を捕らえることを目的としていた朱里の策で仲間を次々と失い、朱里が密かに飲ませた毒に侵されて正気を失った後も多少の自我を残しており、桜の元を襲撃し、朝霧との約束から青葉の呪いを解くため彼を斬って、全てを終わらせるため桜の御紙を焼く。しかし、桜が運命を破ったことがきっかけで正気を取り戻し、復活させてしまったかぐや姫から桜を庇い、血桜で斬られる。その後少しの間本来の戒に戻り、ただ桜を守りたかっただけなのだと明かしたが、最後は瑠璃条を欲して桜の花びらと化した。
瑠璃条（るりじょう）
槐の仲間。桜に瓜二つの容貌を持つ女性の人形（ひとかた）。
もとは、人の生気を吸って生きる瑠璃に似た毒の石だったが、槐の術により器となる体を与えられた。その体が桜を模したものであったために、彼の寵愛を受ける桜を「本物」と呼び、憎しみをぶつける。また、自分が桜の姿をしていることで、槐が優しく接してくれることに感づいている。人間ではないため、精神体となって血桜の中に入り込む事ができる。文字は書けない。
全身に模様を入れているが、これは体を形成する楡の葉などが何かの弾みでばらばらになった際、パーツがはぐれてしまうのを防ぐため（自分の意思でばらばらにして移動することも可能）。また、1日1度は水に全身を浸さないと行動不能に陥る。
作者曰く、周囲の人間の生気を糧としている瑠璃条は「一緒にいる人の影響を強く受ける」という裏設定があり、疾風と密会している間は性格や言葉遣いが疾風に似てきているとのこと。
ある日、朱里の策で疾風との密会現場を槐に見られ、裏切り者として捨てられてしまう。そして「桜の代わりになれなかった」怒りを桜本人に向けるが、身体に描かれていた紋が雨で流れかけていたため、桜との戦闘中に左腕を失い逃亡する。その後、彼女を見つけた桜の「私が主になる」という言葉を受けて、白夜に術をかけなおしてもらい、桜の傍にいるようになった。
以降は疾風を友人として以上に大切に思っていたが、槐を忘れられず、桜を裏切ることも出来ないと悩み、かつて奪われた小指の部分の葉と手紙を疾風に残して屋敷を飛び出す。そして朝霧を斬ったことで心を壊してしまった桜のため、槐と相打ちになる覚悟で血桜を呼び出すも、血桜に拒まれて身体を貫かれ、命を落とした。
舞々（まいまい）
槐の仲間。15歳。可憐な容姿をしている。自分の体にしか興味がないらしい（ただし、ご主人様である槐は例外）。針や紙を用いた攻撃「琴紙弦」を得意とする。命字は「美」。
実は男で、舞々という名前も偽名。本当の名は「でん」。生まれて間もないころに顔に負った火傷の痕を「醜い」と言われいじめられていたが、妖古を村にけしかけようとしていた槐に月泉水で傷痕を治療してもらったことで村を捨てて仲間になった。見た目の美しさに対して激しい執着心を持ち、容姿の醜い人間を馬鹿にしている。
後に、桜のおかげで本来の優しい心の一部を取り戻した。舞々として出会った百合とは美を追求する者同士気が合っていたが、百合が実の姉・りりであると知り、槐が彼女を狙っていることも知って、彼女の幸せを守るために槐を裏切り、逃亡者になることを決める。密かに都を出るため髪を切り、水干をまとって変装するが、最後は、同じように髪を切り、桜に身代わりを頼んでまで屋敷を飛び出してきた百合と共に旅立つことを選んだ。彼が切った髪は、朱里によって「裏切り者を始末した証」として槐に届けられることに。その後、姉を「百合」として育て上げた茜の元で暮らしていたが、桜の危機に姉とともに駆けつけた。桜が月泉水を封じた後は刻石が消え、普通の人間に戻った模様。終盤以降は姉同様藤紫のもとで罪を償うようになった。
右京（うきょう）　
槐の仲間。命字は「真」。
長い黒髪を三つ編みに結っている。雪女の村である「雪夜村」出身の数少ない男性。氷や吹雪を生み出して攻撃する。
朝霧と恋人だったが、朝霧が村を壊滅させたため、その後出会った槐から月泉水を貰い、村を滅ぼした朝霧を追う。しかし、それは朝霧を想っているが故の行動で、最後には彼女と和解し槐を裏切ったため、御紙を燃やされ、更に意識を消された桜に血桜で斬られて命を落とした。
過去に村の付近で月長石を掘り当てていて、祝言の時に朝霧に渡すつもりだった月長石の首飾りを、血桜で斬られる直前に渡している。
朱里（しゅり）
槐の仲間。帝から命じられた極秘任務の途中で抜け出した、忍の里の抜け忍で琥珀と同い年。疾風と琥珀の幼馴染であり、青葉の知り合いでもある。また、琥珀に想いを寄せていた。里にいた頃はボブカットだったが、現在は髪が伸び、目の下に隈が出来ている。
同じ任務に就いていた、兄である破斗（はと）を殺したとされ（実際は、槐らの動向を探っていた際に槐に見つかってしまい、取り入って任務を成功させるため、咄嗟に打ち合わせて破斗が火薬で自害）、抜けたことと合わせて追われていた。しかしその真の目的は、里を裏切り、月の者に付くことと、それによる情報収集であった。そのため、芝居を重ねて信用させたうえで月泉水を飲み、表向きは槐の仲間となったが、裏では諜報活動をしており、その中で得た情報は頭領や白夜の元へ届けている。
右京が血桜で斬られた後、策を弄して槐から仲間を奪い孤立させるが、密かに毒を飲ませて自我を奪ってでも槐を含めた関係者を守ろうとした。その後桜が決着をつけたため刻石は消えたが、「一度は槐と共に生きていく道を選んだ以上、すぐには里に戻れない」と、一時琥珀らの元から離れる。桜が蘇生した直後に疾風とともに帰還したが、その際はかつてのように髪をボブカットに戻し、穏やかな笑顔の青年に戻っている。
中納言（ちゅうなごん）
青葉の部下。命字は「望」。
実は妖古で、淡海の両親を殺した張本人。青葉とともに桜を殺そうと企むが、後に青葉を裏切り、槐と結託して襲い掛かった。桜と青葉を毒霧で苦戦させるも槐に御紙を焼かれて絶命する。

### 主要人物の過去に関わる人物
まい
舞々の名前の由来となった少女。槐に襲われた村に住んでいた。
村一番とも言われる程の美人だが、顔の美しさというものにこだわらない。またとても優しい心の持ち主で、村でいじめられていた舞々（当時の名前は「でん」）に唯一親切にしていたが、美しい顔立ちの彼女が与える優しさに対し疑念を抱いた舞々に裏切られ、槐に村を焼き払われ命を落とした。先述の美しさのため、20歳も年上の荘官に愛人として求められていたらしい。舞々が女装や化粧をして美しさに固執していたのは、彼女のようになりたいとの思いからだった。
でん・りりの両親
村を焼かれた後、眠っているりりだけを連れて旅立った。しかし、りりがでんを探そうと度々家を抜け出したため、手を焼いて人買いに売ってしまったという。
破斗 (はと)
朱里の兄の忍者。物語開始時点で既に故人。弟と共に密命を受け、槐の動向を探っていたが、それを見つかってしまった。その時、朱里に殺されたように見せかけて自害。これにより朱里は槐の信用を得て、その懐に入ることに成功したが、皮肉にも琥珀の誤解を買ってしまった。
細雪（ほそゆき）
雪夜村の雪女で朝霧のかつての友人。
右京に想いを寄せていたが、朝霧らの前では口に出さなかった。右京と相思相愛になった朝霧に嫉妬し、彼女を人身御供に推薦した上で、御神木への道の途中で殺害するつもりだったが霜二に邪魔をされ神の目の前で霜二を襲おうとして神に生気を吸われ餓鬼婆となってしまった。
霜二（しもに）
雪夜村の長の娘である雪女。
右京に気がある様子だった。細雪に待ち伏せられた朝霧を助け、その後、彼女の悲鳴を聞いて御神木の中に乗り込むが、細雪ともども「神」に生気を吸われ、餓鬼婆となってしまう。彼女と細雪のしたことは皮肉にも朝霧と右京の仲違いの原因となってしまった。
かぐや姫
桜と戒（槐）の母方の祖母に当たる、月の国の住人。死後、その遺体は灰にされ、様々な場所に埋められたが、残されている爪や髪・目といった物を槐が集めて月泉水に浸け、蘇生を試みている。雪夜村の「神」は彼女の目と髪だったらしい。その魂は現在、彼女の持ち物であった血桜の中に宿る。
最後は槐によって不完全な形で復活し、月泉水を封印させまいと桜や白夜に襲い掛かるも、最後は血桜から現れた仲間たちの援護を受けた桜によって倒される。

## 用語
妖古（ようこ）
不老不死の化け物で人間を喰らう。もともとは月の罪人らしい。妖古を倒せるのは月の主の血を引き、血桜を扱える者だけである。
満月を通して、月の主だったかぐや姫の血を引く桜の居場所を知ることができ、桜の命を狙っている。
月の国の住人
誰もが銀髪で、美しい容貌をしているという。桜と槐（戒）は地上の人間の血を引くため、通常時は普通の人と変わらない髪色だが、月の国の住人としての力を解放した状態になる（桜の場合は変身）と、銀髪に変化する。また、破壊衝動に駆られる妖古と化し、瞳も金色に変化する。彼らは皆人間のせいで不幸を経験し、復讐の日を待っている（月の者を捕らえるために潜入していた朱里を除く）。
命字（みことじ）
生まれた時に一人に一つ与えられた文字。その人の運命の全てが記されている。
「御紙」という紋が組まれた特別な紙に記されているものはその運命を強める力を持つが、これを燃やしたりすると、その文字の持ち主まで燃やされ、死んでしまう。
朝霧の話では、命字と本人の血があれば、呪い殺すことも出来るらしい。どんな生き物でも命字は存在する。
血桜（ちざくら）
妖古を倒せる唯一の剣。斬った妖古を桜の花びらに変えることができる。斬られた者の魂は血桜の中に宿る。かぐや姫の魂も現在はこの中にあるらしい。普段は桜の体内にあり、呼び出すためには貝紅で「鏡合わせの月」を手のひらに描く必要がある。
最初の「月の主」だった白夜の血肉で作られており、人間界ではかぐや姫だけが使える剣で、他者の言うことは聞かないはずだったが、後にかぐや姫の血を分けた桜も使えるようになる。修羅幽玄殿での戦いで本来の主である白夜も呼び出し使っていたが、なぜか言うことを聞いていないようだった。
実は月泉水を封じるための鍵であり、斬った妖古の命を吸収してその力を蓄える。妖古に限らず、斬った者の命を吸収し身体を桜の花びらに変えてしまうため、桜の仲間達の命を吸って力を蓄えたことは白夜にとって想定外だったらしい。
当初はかぐや姫がその内部にある精神世界を支配していたが、彼女が復活しその支配が解けたことで、白夜の術によって淡海や右京たちを呼び出すことが出来た。
不老不死（ふろうふし）
一般的に「年をとらず死なないこと」。作中での不老不死は、生命力（ひいては回復力）が高すぎるために起こる。小さな擦り傷程度ならあっという間に治る（治る瞬間だけ痛い）が、大怪我や毒物などによる負傷の場合、普通の人の致死量でも死なない代わりに、回復に時間がかかり、激しい痛みに苦しむこととなる。
月泉水（げっせんすい）
月の国にある泉の水だが、元々は白夜の涙で作られたもの。この泉がある限り月の国の住人は不老不死の加護を受けるが、水が涸れると月の国の住人は何処にいても死ぬという。人間の骨を泉に投げると泉が活性化するという話もある。また、人間が飲むと額に刻石が現れ、人並みはずれた妖古の力を得ることが出来る。そのため、元は普通の人間である舞々や朱里といった面々も刻石を得ており、桜が満月を見た際に反応した。しかし、大量に飲むと妖古化してしまう。
現在、泉の水は涸れつつあり、槐は「妖古が本能的に人間を喰うのは泉の力が薄れているから」と推測している。人間界では、かぐや姫が託した秘薬を帝が燃した場所である不死山の山頂から湧き出ていた。
忍の里（しのびのさと）
琥珀・疾風の故郷。牛車では来られない山の中にある。
代々の頭領は「里で一番強い者」とされる掟があるため、第8代頭領の娘である琥珀が次代の頭領に決まっているわけではない。
血の呪い（ちののろい）
青葉と朝霧が受けている呪い。青葉は狼の血を、朝霧は一寸子の血を飲んだことで受けた。初期状態では背中に痣がある程度だが、青葉の場合は無意識に狼に変化して暴れる度、朝霧は本来の姿に戻って雪女としての力を使う度進行し、最後は全身に広がって死ぬ。また、青葉は狼の嗅覚を得る、朝霧は小さな姿と本来の姿を自在に使い分けることが出来るなど血の持ち主であったものの能力が付加される。なお、生気が薄れている状態でもこの呪いは進行する。
ひとつの身体に二つの命が宿っている状態であるため、一度死ぬと解ける。しかし、誰も試したことがなかったため、今までその解き方が分からなかった。
雪夜村（ゆきやむら）
朝霧・右京の故郷。北にある雪女の村で、住民の8割は女性。男は女たちの世話をし、次代を残すための存在である。そのため、霊力は女性の方が格段に強い。
かつて、峠にある御神木とされる大木に登ろうとした男が燃え死に、それをきっかけに大木を切ろうとした男達も全員燃えて死んだために、村で一番霊力の高い雪女が人身御供となって祟りを鎮めたという昔話がある。そのため毎年、特に信心深い者が1人、人身御供としてその大木に宿る神に捧げられてきた。
そして、朝霧が人身御供に選ばれた年、朝霧は儀式の中で「神」と崇めていたものが、雪女たちの生気を吸って生きている妖魔であること、村の近くをうろうろしている餓鬼婆たちが、元は人身御供となった雪女であることを知ってしまった。その際力が暴発し、「神」を消すとともに、村まで滅ぼしてしまった。
餓鬼婆（がきばあ）
雪夜村の近くをうろうろしている、複数の老婆。眼が見えず、うなるような声しか出せない。雪夜村の雪女たちは、その不気味さ故に近づかないようにしている。
その正体は、代々御神木に人身御供として捧げられてきた雪女だった。

## 併録作品

### 白薔薇学園ヴァンパイア・ローズ
「白薔薇学園ヴァンパイア・ローズ」（しろばらがくえん－）は、平成21年のりぼんファンタジー増刊号に掲載された読みきり作品。「桜姫華伝」第5巻に併録されている。
幽霊やお化けなどが苦手な少女、架方美羅（かぼう みら）と、彼女をしつこく部に勧誘する、オカルト研究部部長の光（ひかる）先輩が、オカルト研究部の部員とともに「学園の図書館に棲み、夜な夜な生徒の血を吸う」という吸血鬼ローズを探すことに。

### 天使の金貨 メイプルローズ
「天使の金貨 メイプルローズ」（てんしのきんか -）は、平成22年春の大増刊号 りぼんスペシャルに掲載された読みきり作品。「桜姫華伝」第6巻に併録されている。
長く続く誕生日パーティーに飽きた、9歳になったばかりの天使のお姫様ローズは、同い年の少年天使マカロンと共に、魔女オペラの所を訪れて「3時間人間に変身する薬」を混ぜた金貨型のチョコレート「メイプル」をもらう。それを使い、人間の町に降りてしばしの冒険をするローズ。その中で、マカロンは彼女の小さな成長を見るのだった。
なお、タイトルにはどちらもローズという単語が含まれており、登場人物の名前にもなっているが、この二作品に繋がりはない。

## 書誌情報
種村有菜 『桜姫華伝』 集英社〈りぼんマスコットコミックス〉、全12巻
1. 2009年3月13日発売[5]、ISBN 978-4-08-856873-7
2. 2009年7月15日発売[6]、ISBN 978-4-08-856898-0
3. 2009年11月13日発売[7]、ISBN 978-4-08-867021-8
4. 2010年4月15日発売[8]、ISBN 978-4-08-867047-8
5. 2010年7月15日発売[9]、ISBN 978-4-08-867063-8
6. 2010年8月12日発売[10]、ISBN 978-4-08-867070-6
7. 2010年12月15日発売[11]、ISBN 978-4-08-867089-8
8. 2011年4月15日発売[12]、ISBN 978-4-08-867116-1
9. 2012年1月13日発売[13]、ISBN 978-4-08-867169-7
10. 2012年2月15日発売[14]、ISBN 978-4-08-867174-1
11. 2012年8月10日発売[15]、ISBN 978-4-08-867214-4
12. 2013年1月15日発売[16]、ISBN 978-4-08-867244-1

第5巻には『りぼんファンタジー増刊号』に掲載された「白薔薇学園ヴァンパイア・ローズ」が収録されている。
第6巻には、平成22年春の『りぼんスペシャル』に掲載された「天使の金貨 メイプルローズ」と、平成20年秋の『りぼんスペシャル』に掲載された「絶対覚醒天使ミストレス☆フォーチュン」の番外編と、「紳士同盟†」の4コマ番外編が収録されている。
第7巻には、平成22年夏の大増刊号『りぼんスペシャル レモン』と集英社の「ナツコミ2010」キャンペーン限定特典『ナツパラ』に掲載された4コマ漫画が収録されている。
第8巻には『りぼんファンタジー増刊号』に掲載された「イ・オ・ン」の後日談が収録されている。

## ラジオドラマ
集英社が運営するインターネットラジオ局S-ラジのコンテンツのひとつ「VOMIC」にてラジオドラマ化、2009年4月3日から24日まで全4回で公開された。また、「桜姫華伝 外伝 朝霧雪伝」全1回が2010年12月15日に公開された。